# Kazakhstan al Festival de la Cançó d'Eurovisió
Kazakhstan ha intentat participar en el Festival de la Cançó d'Eurovisió des de l'any 2007 malgrat que no era membre de la Unió Europea de Radiodifusió, una norma fonamental per participar-hi. Des de llavors, el país ha retransmès el Festival de la Cançó d'Eurovisió, i també ha intentat unir-se a la Unió Europea de Radiodifusió des d'aquell mateix any, però això resultaria complicat, ja que una part del país es troba fora de la Zona de Radiodifusió Europea. No obstant això, la seva possible futura pertinença al Consell d'Europa hi podria permetre la seva participació. De moment, des de l'1 de gener de 2016, Khabar Agency és membre associat de la Unió Europea de Radiodifusió. Així les coses, el seu debut al Festival de la Cançó d'Eurovisió Júnior 2018 a Minsk, Belarús, va obrir la porta a la possible participació del país al Festival de la Cançó d'Eurovisió en un futur no llunyà.